# Tonton (genre)
Pour les articles homonymes, voir Tonton.
Genre
Tonton est un genre d'araignées mygalomorphes de la famille des Microstigmatidae.

## Distribution
Les espèces de ce genre sont endémiques du Brésil.

## Liste des espèces
Selon World Spider Catalog (version 21.0, 27/06/2020) :
- Tonton emboaba (Pedroso, Baptista & Bertani, 2015)
- Tonton ipiau Passanha, Cizauskas & Brescovit, 2019
- Tonton itabirito Passanha, Cizauskas & Brescovit, 2019
- Tonton matodentro Passanha, Cizauskas & Brescovit, 2019
- Tonton queca Passanha, Cizauskas & Brescovit, 2019
- Tonton quiteria Passanha, Cizauskas & Brescovit, 2019
- Tonton sapalo Passanha, Cizauskas & Brescovit, 2019

## Publication originale
- Passanha, Cizauskas & Brescovit, 2019 : A new genus of Micromygalinae (Araneae, Microstigmatidae) from Brazil, with transfer of Masteria emboaba Pedroso, Baptista & Bertani, 2015 and description of six new species. ZooKeys, no 814, p. 1-32 (texte intégral).